# Stedman Bailey
Stedman Bailey (Miramar, 11 novembre 1990) è un giocatore di football americano statunitense che gioca nel ruolo di wide receiver nella National Football League (NFL). Fu scelto nel corso del terzo giro (92º assoluto) del Draft NFL 2013 dai Rams. Al college ha giocato a football alla West Virginia University.

## Carriera professionistica

### St. Louis/Los Angeles Rams
Bailey fu scelto nel corso del terzo giro del Draft 2013 dai St. Louis Rams. Debuttò come professionista nella settimana 1 contro gli Arizona Cardinals. Il primo touchdown lo segnò nella vittoria della settimana 16 contro i Tampa Bay Buccaneers dopo una corsa da 27 yard. La sua stagione da rookie si concluse disputando tutte le 16 partite, 2 delle quali come titolare, con 226 yard ricevute.
Nella settimana 7 della stagione 2014, Bailey ritornò un punt per 90 yard in touchdown, contribuendo alla vittoria sui Seattle Seahawks campioni in carica. Il suo primo touchdown su ricezione, l'unico della stagione, lo segnò nella settimana 12 contro i San Diego Chargers, chiudendo l'annata con 30 ricezioni per 435 yard.

## Statistiche
| Partite totali         | 38  |
| Partite da titolare    | 8   |
| Yard su ricezione      | 843 |
| Touchdown su ricezione | 2   |

Statistiche aggiornate alla stagione 2016